# 大窪昌章
大窪 昌章（おおくぼ まさあき）は、江戸時代後期の尾張藩士、本草学者。名古屋の本草学研究会嘗百社の一員で、天保4年（1833年）水谷豊文の没後同社を支えた。茶道も好み、茶器を自作した。

## 経歴
志村半兵衛吉昌の次男として生まれた。文政4年（1821年）後半大窪光風の養子となり、光風没後、文政7年（1824年）4月14日御目見して跡目を継ぎ、馬廻組、切米30俵となり、天保9年（1838年）9月12日大番組、切米50俵となった。
天保12年（1841年）10月8日死去し、天保13年（1842年）6月14日嫡子大窪安治が跡目を継いだ。

## 採薬行
- 文政4年（1821年）7月 越前国白山[6]
- 文政5年（1822年）3月頃 美濃国金華山[6]
- 文政6年（1823年）3月 - 4月頃 伊勢国多度山、東谷山[6]
- 文政9年（1826年）5月 - 6月 美濃国郡上郡八幡[6]
- 文政11年（1828年）4月 - 6月頃 尾張国竜泉寺山、東谷山[6]
- 文政12年（1829年）5月 伊勢国多度山、美濃国養老[6]
- 天保2年（1831年）6月4日 - 6月10日 近江国伊吹山（相原駒吉同行）[6]
- 天保4年（1833年）6月17日 - 6月18日 美濃国高須山、山崎山[6]
- 天保7年（1836年）4月24日 - 5月3日 美濃国錦織山、恵那山[6]
- 天保7年（1836年）7月27日 - 8月17日 加子母村、御嶽山、継母岳[6]

## 作品
- 『諸国採薬記』 - 国立国会図書館デジタルコレクション
- 『伊吹山採薬記』 - 国立国会図書館デジタルコレクション
- 『信州木曽草木産所記・同草類伊呂波寄』 - 国立国会図書館デジタルコレクション
- 『動植写真』 - 国立国会図書館デジタルコレクション
- 『大窪動物譜』 - 国立国会図書館デジタルコレクション
- 『大窪本草 動物篇』 - 国立国会図書館デジタルコレクション
- 『薜茘菴魚譜』 - 国立国会図書館デジタルコレクション
- 『大窪虫譜』 - 国立国会図書館デジタルコレクション
- 『諸国採薬記』 - 国立国会図書館デジタルコレクション
- 『草木集』 - 国立国会図書館デジタルコレクション
- 『海獣図』 - 国立国会図書館デジタルコレクション

大東急記念文庫にも自筆本等が多数所蔵されている。